# Garagenwein
Garagenweine sind Weine, die mit höchstem Qualitätsanspruch von sehr kleinen Weingütern produziert werden. Typischerweise zeichnen sich Garagenweine durch sehr geringe Hektarerträge, höchstmögliche Reife des Lesegutes, starke Konzentration des Mostes und extremen Einsatz neuer Barriquefässer aus. Die Weine folgen dabei eher einem internationalen Stil als dem Ziel bestmöglicher Typizität und Ausdruck des Terroirs. Im Bordeaux werden meistens die Rebsorten Cabernet Sauvignon oder Merlot verarbeitet.
Garagenweine sind zurzeit Kult in der Welt der Weinkenner und Feinschmecker. Aufgrund der geringen Produktionsmengen kommen sie so gut wie nie in den normalen Handel. Man findet sie auf den Weinkarten von Feinschmeckerlokalen. Auf Auktionen werden sie oft für 1000 Euro pro Flasche oder gar mehr versteigert. Prominente und Reiche dieser Welt haben den Trend in den 90er Jahren begründet. Sie leisteten sich kleine Weingüter von oft nur zwei Hektar und waren vom Ehrgeiz beseelt, dort preisgekrönte Weine herzustellen. In Windeseile sind die Flaschen Objekte der Begierde für betuchte Sammler und Spekulanten geworden.
Das Napa Valley in Kalifornien und das Bordelais in Frankreich streiten sich darum, wer die ersten Garagenweine produziert hat. Der Streit umfasst auch die merkwürdige Namensgebung. Von den garage shops, also jenen kleinen, hochkreativen Werkstätten, aus denen in den 70er und 80er Jahren u. a. der Softwaregigant Microsoft und Intel hervorgegangen sind, leiten die Kalifornier den Namen ab. In Frankreich wird bei den vin de garage eher an die Tatsache gedacht, dass die Jahresproduktion der micro-chateaux, wie die kleinen Weingüter auch heißen, mit ein paar Hundert oder Tausend Flaschen locker in eine Garage passen würde.
Bekannte französische Garagenweine sind:
- Le Pin (Pomerol)[3]
- Château Valandraud (Saint-Émilion)[3][1]
- La Mondotte (→ Château Canon-La Gaffelière, Saint-Émilion)
- Marojallia (Margaux)

Ähnlich rar und teuer, aber keine Garagenweine sind in sehr kleinen Mengen hergestellte „Micro-Cuvées“ wesentlich größerer Güter, beispielsweise
- Grand-Cru-Weine des Burgund
- Einzellagenweine der Côte-Rôtie
- „Vieilles Vignes“ (Selektionen alter Reben), wie in Châteauneuf-du-Pape häufig